# Parc national de Seiland
Le parc national de Seiland est un parc national norvégien créé le 8 décembre 2006 dans le Finnmark norvégien. Couvrant 316 km², il occupe plus de la moitié de la superficie de l'île de Seiland, la deuxième plus grande île du Finnmark après Sørøya. 

## Description
Le parc comprend deux glaciers : Seilandsjøkelen et Nordmannsjøkelen (les glaciers les plus septentrionaux de Scandinavie). Le point culminant du parc est la montagne Seilandstuva de 1 078 mètres de haut. Les 9,6 kilomètres carrés d'eau à l'intérieur de la zone du parc comprennent la mer environnante et de nombreux fjords, dont le Nordefjorden, le Sørefjorden et le Flaskefjorden.